# 田宮まちこ
田宮 まちこ（たみや まちこ（ペンネーム、本名非公開）、（生年月日非公開 - ））は、日本の漫画家。大阪府生まれ、血液型はB型。二人姉妹の次女。姉は漫画家柿本しのぶ。
ゲームのレビュー漫画や4コマ漫画の作家である。2010年デビュー。

## 概要
本人ブログのゲーム感想やゲームレビューが竹書房編集者の目にとまり、戦国BASARAの体験漫画の執筆を勧められたことが漫画家デビューのきっかけ。以後、囚われのパルマら多くのゲーム漫画を描いている。
カプコン「マンガで分かる！囚われのパルマRefrain」らで描いていいる自画像イラストは、キリンをモチーフにしている。由来は、幼少期から背が高く周りからキリンに似ていると言われたことから。

## 作品リスト
- げぇ～むプレイ日記（2010年 - 2014年、まんがくらぶオリジナル 竹書房）
- 週刊ハルト・アオイ監視日記（2016年 - 、囚われのパルマ CAPCOM）[2]
- VR面会体験レポート漫画（2016年 - 、囚われのパルマ CAPCOM）
- マンガで分かる！囚われのパルマRefrain（2016年 - 、囚われのパルマR CAPCOM）[3]
- 週刊晴人・葵監視日記（2016年 - 、囚われのパルマ台湾 CAPCOM）[4]
- 囚われのパルマ公式アンソロジー　ハルト編（2017年 - 、一迅社）
- 囚われのパルマ公式アンソロジー　アオイ編（2017年 - 、一迅社）
- ビブリオマニア！（2020年 - 、秋田書店）